# HD DVD
 (енгл. High Density DVD, High-Definition DVD, High Definition Digital Video Disc) је дигиталан вишенаменски диск велике густине, развијен за записивање видеа високе резолуције.

## Историја
Стандард HD DVD је развила група произвођача потрошачке електронике и персоналних рачунара, предвођена Тошибом. 2003. године, DVD форум је одлучио да подржи HD DVD (уз стандард Блу-реј) као наследника DVD формата. На истом састанку преименован је из „Advanced Optical Disc“ (AOD) у садашње име. Овај стандард је подржавао и Мајкрософт, који је своју конзолу Xbox 360 опремио читачем оваквих дискова. Међутим, фебруара 2008, Тошиба је одустала од овог стандарда у корист стандарда Blue Ray.

## Физичке карактеристике
Капацитет HD DVD-ја је 15 , односно 30 GB у случају двослојних дискова. Тошиба је објавила и карактериситке формата трослојног диска, капацитета 45 GB. HD DVD је компатибилан са DVD-јем, као и са Блу-рејем.
Слој са подацима се код ових дискова налазе у слоју који је 0,6 mm испод површине.

## Заштита
Како за диск Блу-реј, тако и за HD DVD, предвиђена заштита против незаконитог умножавања је Advanced Access Content System (AACS) из подручја управљања дигиталним садржајем (Digital Rights Management). Такође се размишља о коришћењу заштите против копирања под називом VEIL.